# Canicule (film, 1984)
Pour les articles homonymes, voir Canicule (homonymie).
Pour plus de détails, voir Fiche technique et Distribution.
Canicule est un film franco-britannique réalisé par Yves Boisset, sorti le 11 janvier 1984.
Le film est une adaptation du roman éponyme de Jean Vautrin, paru en 1982.
Le film est aussi connu du fait de la présence d'une star hollywoodienne : Lee Marvin. L'acteur toujours en vogue venait de terminer le tournage du thriller Gorky Park (1983).

## Synopsis
Au plus chaud de l'été, un braqueur américain, poursuivi par les forces de l'ordre après avoir cambriolé une banque à Orléans, faisant sept morts, dont un enfant ayant reçu une balle dans le cœur, aboutit dans une ferme de la Beauce. Jimmy Cobb enterre le magot d'un milliard d'anciens francs dans un champ de blé, ne sachant pas qu'il est observé par un bambin. Parvenu à se cacher dans une grange, l'arme au poing, à l'affut de la moindre intrusion, affamé et assoiffé, il est ultérieurement nourri par Jessica. Cette dernière est la riche héritière du domaine, ayant épousé dans sa jeunesse un garçon de ferme (Horace) qui la déconsidèrera progressivement et fera planer une atmosphère oppressante sur toute la famille et le personnel.  Une fois découvert, le gangster devient l'objet de fortes tensions au milieu de ces gens rustres aussi fermés que violents, mais avides du magot ; il est également l’objet d’avances de la part de Ségolène, une nymphomane habitant la ferme. Une bande de voyous locaux, ainsi qu'un proxénète et son homme de main, vont se mettre, eux aussi, à la recherche du bandit et de son butin. La situation dégénèrera progressivement lorsqu'un meurtre de deux campeuses, dans le champ adjacent, sera découvert par les forces de l'ordre. Un bain de sang global conclura cette péripétie où seuls Jessica et son fils Chim s'en sortiront.

## Fiche technique
- Titre : Canicule
- Réalisation : Yves Boisset, assisté de Jean Cherlian
- Adaptation de : Jean Herman (alias Jean Vautrin), Michel Audiard, Dominique Roulet, Serge Korber et Yves Boisset, d'après le roman homonyme de Jean Vautrin
- Production : Norbert Saada
- Dialogue de : Michel Audiard
- Musique : Francis Lai, dirigée par Christian Gaubert
- Image : Jean Boffety
- Montage : Albert Jurgenson et Nadine Muse
- Son : Jean-Louis Ducarme
- Mixage : Jacques Maumont
- Direction de la production : Guy Azzi
- Décors : Jacques Dugied
- Cascades : Rémy Julienne
- Pays de production :  France
- Langue : français
- Lieux du tournage : Orléans et Saint-Péravy-la-Colombe (Loiret) dans la ferme La Jambe
- Format : couleurs - 2,35:1 - Dolby Surround - 35 mm
- Genre : drame, policier, action, thriller
- Durée : 101 minutes
- Date de sortie : 11 janvier 1984 (France)
- Film interdit aux moins de 12 ans
- Affiche : Michel Landi (France)

## Distribution
- Lee Marvin (doublé en français par John Berry[1]) : Jimmy Cobb
- Miou-Miou : Jessica
- Jean Carmet : Socrate
- Victor Lanoux : Horace
- David Bennent : Chim
- Bernadette Lafont : Ségolène
- Grace de Capitani : Lily
- Tina Louise : Noémie Blue
- Muni : Gusta
- Jean-Claude Dreyfus : Lieutenant Le Barrec (G.I.G.N.)
- Juliette Mills : Maggy
- Julien Bukowski : Rojinski
- Jean-Roger Milo : Julio
- Joseph Momo : Doudou Cadillac
- Henri Guybet : Adjudant-chef Marceau (G.I.G.N.)
- Jean-Pierre Kalfon : Marcel Torontopoulos
- Pierre Clémenti : Snake
- Mohamed Bekhtaoui : Saïd
- Myriam Salvodi : Mlle Adenauer
- Inger Ekbom : une campeuse
- Lillemour Jonsson : l'autre campeuse
- Véronique Rambaud : la stripteaseuse